# Roberto Matricardi
Roberto Matricardi (Francavilla a mare, 22 settembre 1888 – Yol, 11 settembre 1945) è stato un militare italiano.
Entra all'Accademia Militare nel 1908 e ne esce con il grado di sottotenente di fanteria nel 1910. Fu destinato alla specialità alpini al 3º Reggimento e assegnato al Battaglione "Susa" con il quale raggiunse la Libia partecipando a numerose azioni contro i ribelli dal 1912 al 1913, rientrando in Italia con il grado di tenente. Allo scoppio della prima guerra mondiale divenne comandante della sezione mitragliatrici del Battaglione "Exilles" esordendo con la conquista di Monte Nero (15-16 giugno 1915) raggiungendone la cima difesa dal nemico e riportando anche una ferita. Fu poi promosso capitano e assegnato alla Brigata "Casale" come aiutante di campo meritando una medaglia di bronzo al valor militare (agosto 1916, Podgora). Durante l'offensiva Versic-Korite meritò un'altra medaglia di bronzo al valor militare (agosto 1917). Nello stesso anno con il grado di maggiore prestò servizio al Comando della 75ª Divisione fino al 1919 come capo ufficio operazioni. Nel giugno 1919 venne destinato alla Divisione Stato Maggiore del Ministero della guerra, passando poi al comando della 3ª Divisione alpina "Julia". Nel maggio del 1923 fu nominato aiutante di campo della Brigata "Marche" con il grado di tenente colonnello, venne poi assegnato al comando del corpo d'armata di Verona. Fino al 1936 fu insegnante di tattica militare presso la Scuola di guerra di Aosta. Nel gennaio del 1937 venne promosso colonnello ed ebbe il comando fino al 1939 del 4º Reggimento alpini, per poi assumere la carica di capo di Stato Maggiore del XX Corpo d'Armata in Libia. Con l'entrata in guerra dell'Italia, nel giugno 1940 fu attivo organizzatore della sistemazione difensiva (ancora incompleta) sul fronte Tripolitano-Tunisino. Successivamente in Cirenaica con lo stesso corpo d'Armata partecipò alla difesa della zona Derna-El Mechili-Berta dalla controffensiva inglese. Catturato dagli inglesi il 7 febbraio 1941 morì di malattia a Yol, in India, l'11 settembre 1945. Con decreto del 7 aprile 1949 fu promosso generale di brigata con decorrenza dal 1º gennaio 1942.
Fu fondatore dell'ANA di Treviso e presidente dal 1921 al 1923.